# Euphyia albimedia
Euphyia albimedia là một loài bướm đêm trong họ Geometridae.